# WPIX

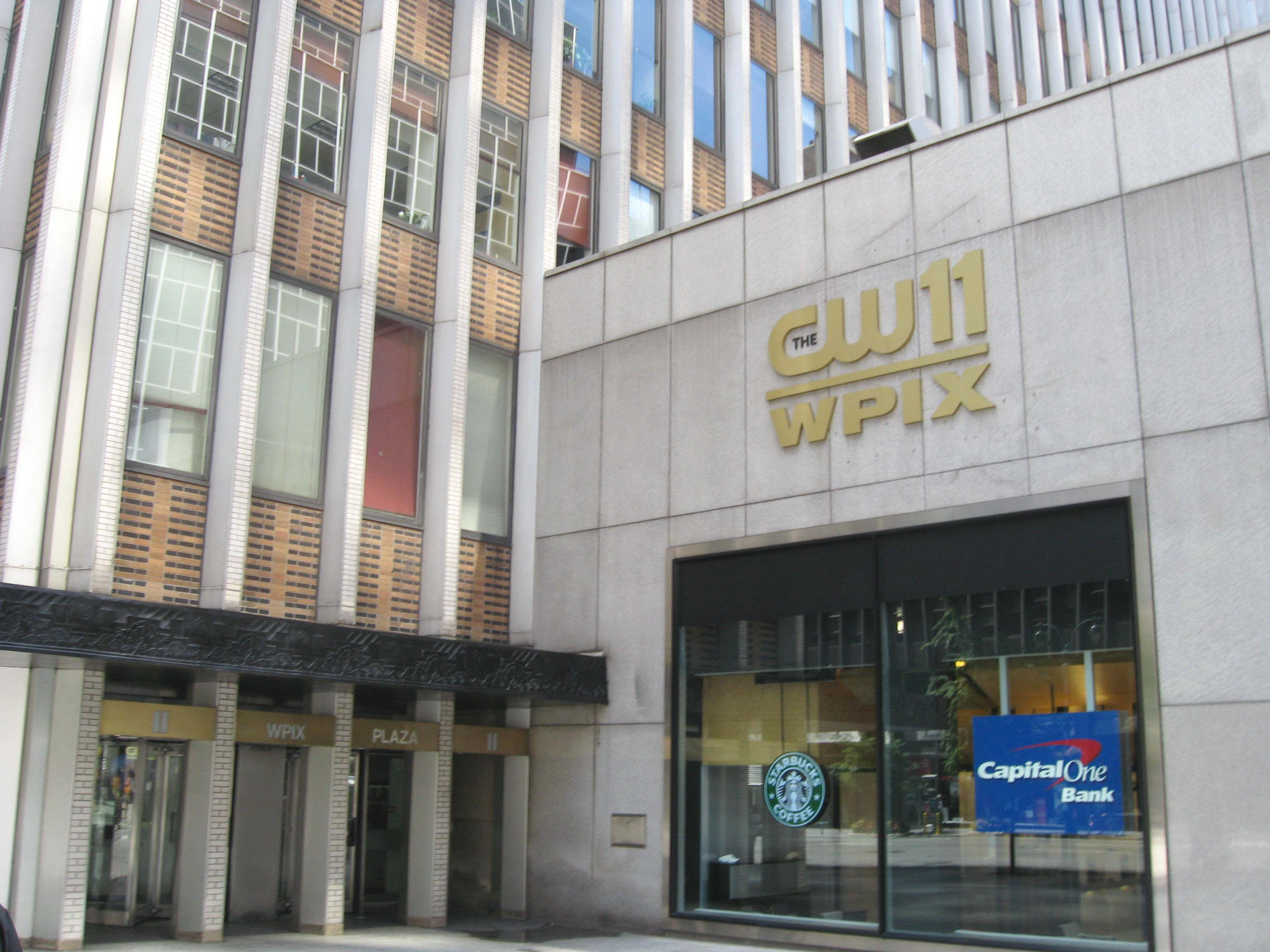
42번가의 WPIX 플라자

WPIX는 미국 뉴욕주 뉴욕 시티의 CW 계열 방송국으로, 1995년부터 2006년까지는 The WB 소속이었다. 채널 번호는 11번이다.
1947년에 설립되었으며, 1948년 6월 15일 방송을 시작하게 된다. 처음에는 독립 방송국이었으며, 1993년 11월 2일에 타임 워너 케이블사와 워너 브라더스가 트리뷴과 합작하여 The WB를 설립하게 되어, 1995년 1월 11일 The WB 계열 방송국으로 들어가게 되었다. 그러다가 2006년 1월 24일 UPN과 The WB가 CBS 코퍼레이션에 인수되어 CW로 발족하였을 때 CW로 들어가 현재에 이른다.